# Майкл Маларкі
Майкл Маларкі (англ. Michael Malarkey; 21 червня 1983, Бейрут) — музикант і американський актор ірландського походження.  Здобув популярність завдяки ролям вампіра Ензо в телесеріалі Щоденники вампіра і капітана BBC США Майкла Куїнна в телесеріалі Проєкт «Синя книга».

## Життєпис

### Дитинство та юність
Майкл народився 21 червня 1983 року в місті Бейруті, Ліван. Його батько американець ірландського походження, а мати є англійкою арабсько-італійського походження. Виріс в Єллоу Спрінгс, Штат Огайо. У 2006 році переїхав до Лондона.
Майкл вчився в Лондонській академії музики і драматичного мистецтва (LAMDA), після чого довгий час працював в студії Silver Lining Entertainment і Hatton Mcewan Penford у Великій Британії.

### Кар'єра
На початку акторської кар'єри Майкл багато грав на театральних підмостках.  У Королівському національному театрі Маларкі перевтілювався в героїв п'єс «За обрієм» Юджина О'Ніла і «Весняна гроза» Теннессі Вільямса.  Також Майкл відзначався в головних ролях в мюзиклах «Великий Гетсбі» і «Квартет за мільйон доларів»
Молодий актор пробувався на головну чоловічу роль принца Максона в перезапуску пілота серіалу «Відбір», після чого йому запропонували роль Ензо в серіалі «Щоденники вампіра». Маларкі підписав контракт зі студією на участь в шостому сезоні серіалу «Щоденники вампіра».

## Особисте життя
За час зйомок в «Щоденниках вампіра» артист дуже подружився з актрисою Катериною Ґрем, що грала Бонні Беннет — кохану персонажа Маларкі.  Однак стосунки колег не вийшли за рамки дружніх.
У червні 2009 році одружився з акторкою Надін Левінгтон. Через 5 років, 10 вересня 2014 року у пари народився первісток — син Марлон.  В кінці серпня 2019 року біля пари з'явився другий син — Хьюго Костянтин.
Захоплення Майкла: музика і гра на гітарі.

## Фільмографія
У фільмографії Майкла переважають серіали.  У багатосерійної кримінальній драмі «Клятва» Маларкі зіграв Сема Фостера.  У комедійному міні-серіалі «Містер Слоен», що розповідає про відродження інтересу до життя у втратив дружину бухгалтера, Майкл перетворився на персонажа на ім'я Крейг.  У 2016 році актор промайнув в комедійному бойовику «Жан-Клод ван Джонсон», в якому в головній ролі був задіяний Жан-Клод Ван Дам.
Зоряною для Маларкі стала роль Енцо Сент-Джона в серіалі «Щоденники вампіра».  Персонаж Майкла, вперше з'явившись в 5-му сезоні, в наступних вийшов на головні позиції.
У січні 2019 року розпочався показ 1-го сезону нового фантастичного серіалу «Проєкт „Синя книга“», в якому Майкл грає свого тезку — пілота BBC капітана Куїна.  Багатосерійна стрічка про дослідження НЛО припала до душі телеглядачам, і в другій половині 2019 року був знято продовження.
21 лютого 2019 року розпочався показ 2-го сезону серіалу «Клятва».  У травні на екрани кінотеатрів США вийшов фільм «Ненасильницький поділ» за участю Маларкі.